# Улмени
Улмени (рум. Ulmeni, венг. Sülelmed) — город в Румынии в составе жудеца Марамуреш.

## История
Изначально здесь была деревня, упоминаемая ещё в документах XV века. С начала XX века здесь стали появляться промышленные предприятия.
В 2004 году населённый пункт получил статус города.